# نوآوای آرچبولد

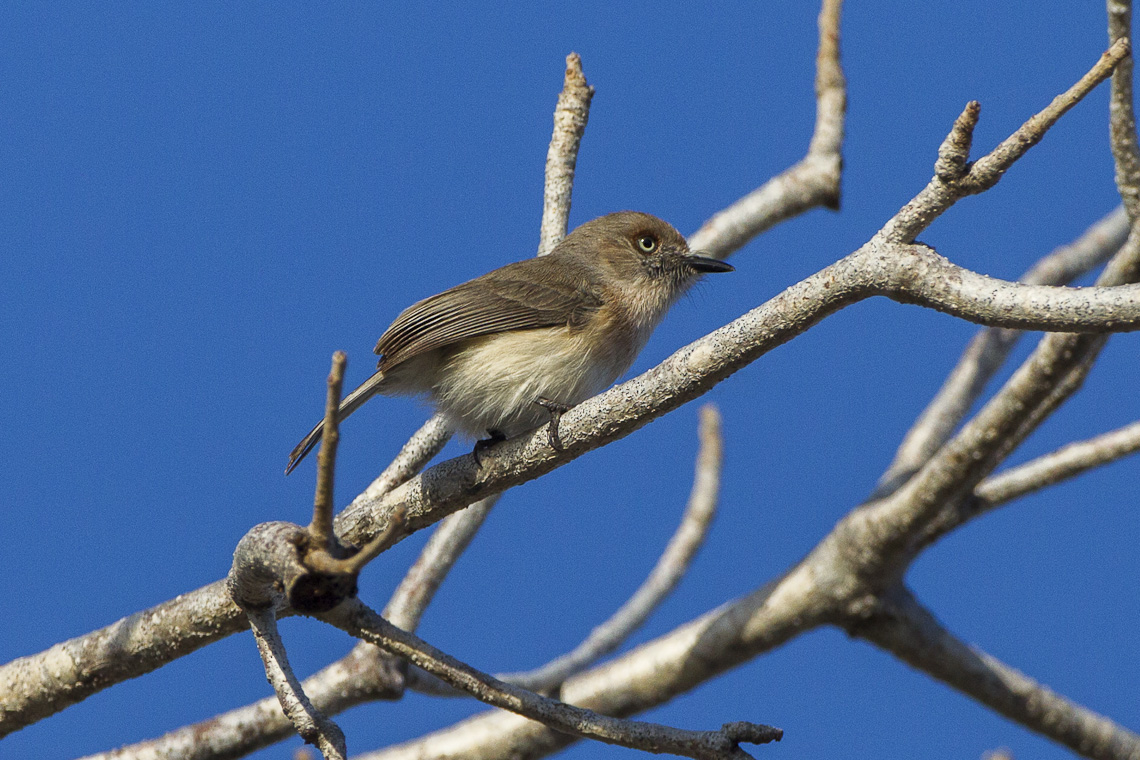
نوآوای آرچبولد

نوآوای آرچبولد (نام علمی: Newtonia archboldi) نام یک گونه از سرده نوآوا است.